# 藻敏方言
藻敏方言是中国一种苗瑶语系语言。据毛宗武(2004:306)，广东省连南县和阳山县、湖南省宜章县共有60,000余名使用者。广东八排的使用者也被称作八排瑶族。

## 分部
据《郴州县地名索引》 (1996)，在湖南省宜章县莽山乡黄家畔村有1,200名八排瑶人或藻敏人。据称他们在16世纪从广东省阳山县称架区太平洞迁来。
龙国贻(2011)涵盖6种藻敏方言：大坪、军寮、莽山、南岗、盘石、油岭。上述地点全在广东省连南县，除了在湖南省宜章县的莽山。据龙国贻，连南县以外的藻敏小社区主要位于:
- 阳山县秤架区太平洞村
- 宜章县莽山瑶族乡黄家塝村 (只剩老年使用者)
- 乳源县东坪镇龙溪村
- 连山壮族瑶族自治县
- 阳春县（圭岗镇和永宁镇）。永宁镇铁垌瑶族村有些麦姓老年藻敏语使用者（在当地称作排瑶）；另外，横垌瑶族村的赵族过山瑶全都会说勉方言。[4]阳春县有8,228名瑶族人和450名瑶语使用者。[4]